# Staré Podhradí

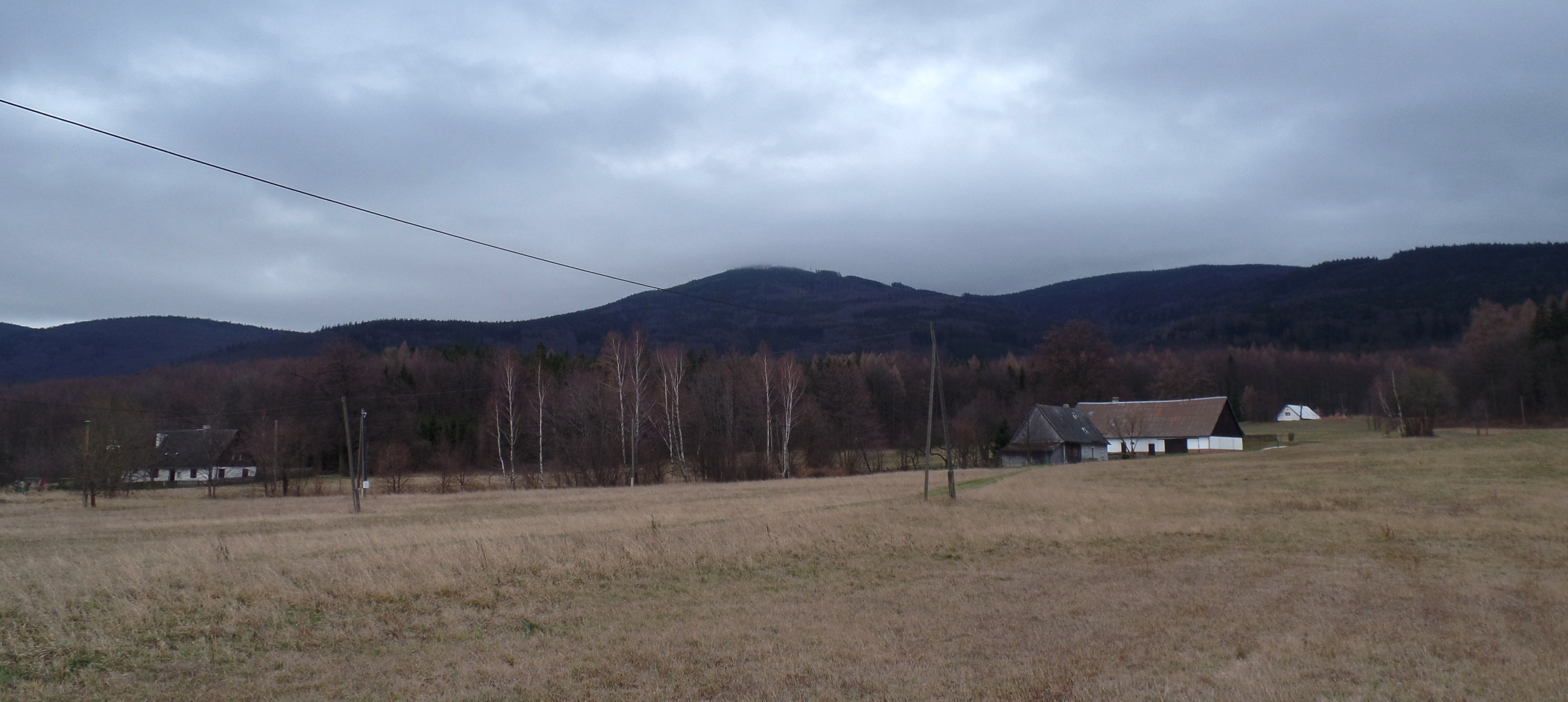
Ortsansicht

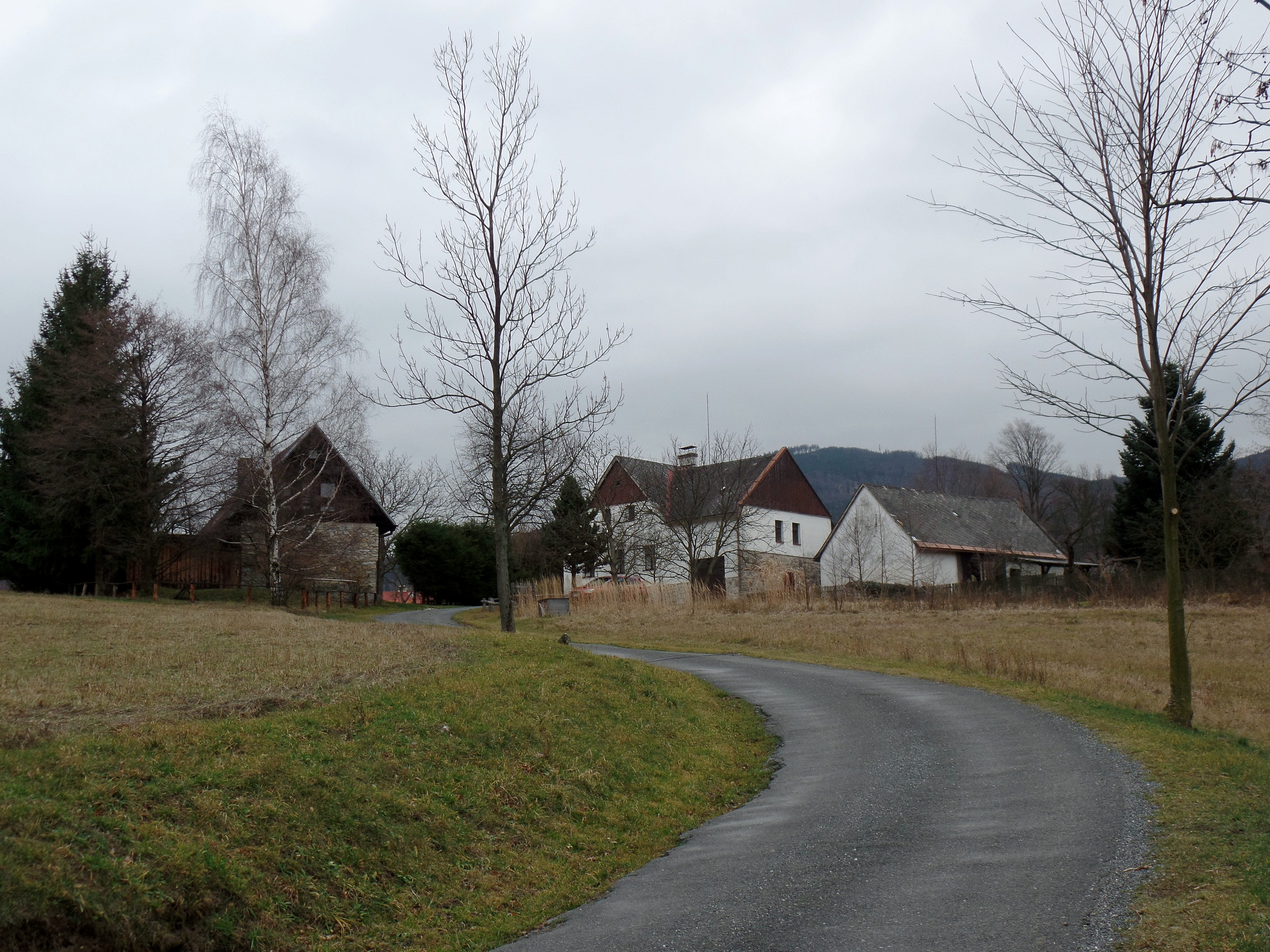
Häusergruppe

Staré Podhradí, bis 1948 Starý Kaltštejn (deutsch Alt-Kaltenstein), ist eine Grundsiedlungseinheit der Gemeinde Černá Voda in Tschechien. Sie liegt vier Kilometer südöstlich von Žulová und gehört zum Okres Jeseník.

## Geographie
Die Streusiedlung erstreckt sich zwischen den Bächen Mariánský potok und Hagewasser in der Žulovská pahorkatina (Friedeberger Hügelland). Nordöstlich erhebt sich der Hradisko (437 m n.m.) mit der Burgruine Kaltenštejn, im Südosten der Jestřábí vrch (Habichtberg, 507 m n.m.), südlich der Sokolí vrch (Falkenberg, 967 m n.m.), der Studniční vrch (Nesselkoppe, 992 m n.m.), der Na Radosti (Bornstein, 979 m n.m.) und der Jasanový vrch (Urlichkoppe, 799 m n.m.), im Südwesten der Žulový vrch (Brandkoppe, 719 m n.m.) und die Zelená hora (Grünberg, 654 m n.m.), westlich der Vycpálek (Haspelberg, 500 m n.m.) sowie im Nordwesten die Píšťala (Pfeifferstein, 447 m n.m.)
Nachbarorte sind Černá Voda im Norden, Nové Podhradí im Nordosten, Supíkovice im Osten, Písečná, Česká Ves Lázně Jeseník (Bad Gräfenberg) im Südosten, Lipová-lázně im Süden, Paseky (Muhrhau) im Südwesten, Zelená Hora (Grünberg) und Vápenná im Westen sowie Starost (Sorge) und  Andělské Domky (Engelhäuser) im Nordwesten. 

## Geschichte
Die Siedlung Kaldenstein wurde zum Ende des 18. Jahrhunderts durch Fürstbischof Philipp Gotthard von Schaffgotsch gegründet und nach der gleichnamigen Burgruine benannt. Erstmals erwähnt wurde sie 1781. Kaldenstein war Teil des Friedeberger Amtes der fürstbischöflichen Johannisberger Güter. Nach der Gründung von Neu Kaldenstein erhielt die ältere Siedlung den Namenszusatz „Alt“. 
Im Jahre 1836 bestand das Dorf Alt-Kaldenstein aus 45 überwiegend hölzernen Häusern, in denen 279 deutschsprachige Personen lebten. Haupterwerbsquellen waren der Ackerbau, die Spinnerei und der Tagelohn. Im Ort bestanden ein Kretscham mit Backgerechtigkeit sowie eine Mahlmühle. In der Umgebung des Dorfes wurden Kalkbrüche und Kalköfen betrieben. Pfarr- und Schulort war Schwarzwasser. Bis zur Mitte des 19. Jahrhunderts blieb Alt-Kaldenstein dem Bistum Breslau untertänig.
Nach der Aufhebung der Patrimonialherrschaften bildete Alt-Kaltenstein ab 1849 einen Ortsteil der Gemeinde Schwarzwasser im Gerichtsbezirk Weidenau, einige der Häuser standen auf Setzdorfer Gemarkung. Ab 1869 gehörte das Dorf zum Bezirk Freiwaldau. Seit den 1870er Jahren wurde die Region durch den Abbau und die Verarbeitung von Friedeberger Granit und Marmor zu einem Zentrum der Steinbearbeitung. Zum Ende des 19. Jahrhunderts wurde der tschechische Ortsname Starý Kaltštein eingeführt, der 1924 in Starý Kaltštejn abgeändert wurde. Im Jahre 1900 hatte Altkaltenstein 285 Einwohner und bestand aus 45 Häusern. Zu dieser Zeit wurde zwischen Altkaltenstein 1. Anteil und Altkaltenstein 2. Anteil unterschieden, den 2. Anteil bildeten die zur Gemeinde Setzdorf gehörigen Häuser. Beim Zensus von 1921 lebten in den 45 Häusern von Alt-Kaltenstein 1. Anteil 269 Personen, darunter 268 Deutsche. Die Häusergruppe Alt-Kaltenstein 2. Anteil war bei Setzdorf einberechnet. 1930 hatte Alt-Kaltenstein 1. Anteil 228 Einwohner; in den fünf Häusern von Alt-Kaltenstein 2. Anteil lebten 45 Personen. Nach dem Münchner Abkommen wurde das Dorf 1938 dem Deutschen Reich zugesprochen und gehörte bis 1945 zum Landkreis Freiwaldau. Nach dem Ende des Zweiten Weltkrieges kam Starý Kaltštejn zur Tschechoslowakei zurück; die meisten der deutschsprachigen Bewohner wurden 1945/46 vertrieben. Ein Teil der Häuser wurde später abgerissen. 1948 erfolgte die Umbenennung in Staré Podhradí. 
Bei der Gebietsreform von 1960 wurde der Okres Jeseník aufgehoben und Staré Podhradí in den Okres Šumperk eingegliedert. 1961 verlor Staré Podhradí den Status eines Ortsteils von Černá Voda. Seit 1996 gehört Staré Podhradí wieder zum Okres Jeseník. Beim Zensus von 2001 lebten in dem Dorf 22 Personen.

## Ortsgliederung
Die Grundsiedlungseinheit Staré Podhradí ist Teil des Katastralbezirkes Černá Voda. Ein Haus am südlichen Ortsrand gehört zur Gemeinde Vápenná.

## Sehenswürdigkeiten
- Burgruine Kaltenštejn, Kulturdenkmal
- Naturdenkmal Píšťala, Granodioritfelsen mit Felsschalen auf dem gleichnamigen Hügel
- Höhle Staré podhradí, im Wald südlich des Dorfes, sie ist nicht zugänglich